# 정보끝판왕 황금마차
《정보끝판왕 황금마차》는 2015년 6월 28일부터 2015년 8월 2일까지 TV조선에서 방영된 대한민국의 예능프로그램이다.

## 시청률
| 회차 | 방송일자        | AGB 닐슨 시청률 |
| ---- | --------------- | --------------- |
| 1화  | 2015년 6월 28일 | 1.272%          |
| 2화  | 2015년 7월 5일  | 1.497%          |
| 3화  | 2015년 7월 12일 | 1.533%          |
| 4화  | 2015년 7월 19일 | 1.626%          |
| 5화  | 2015년 7월 26일 | 1.374%          |
| 6화  | 2015년 8월 2일  | 1.992%          |